# Bildungszentrum Gesundheit und Soziales

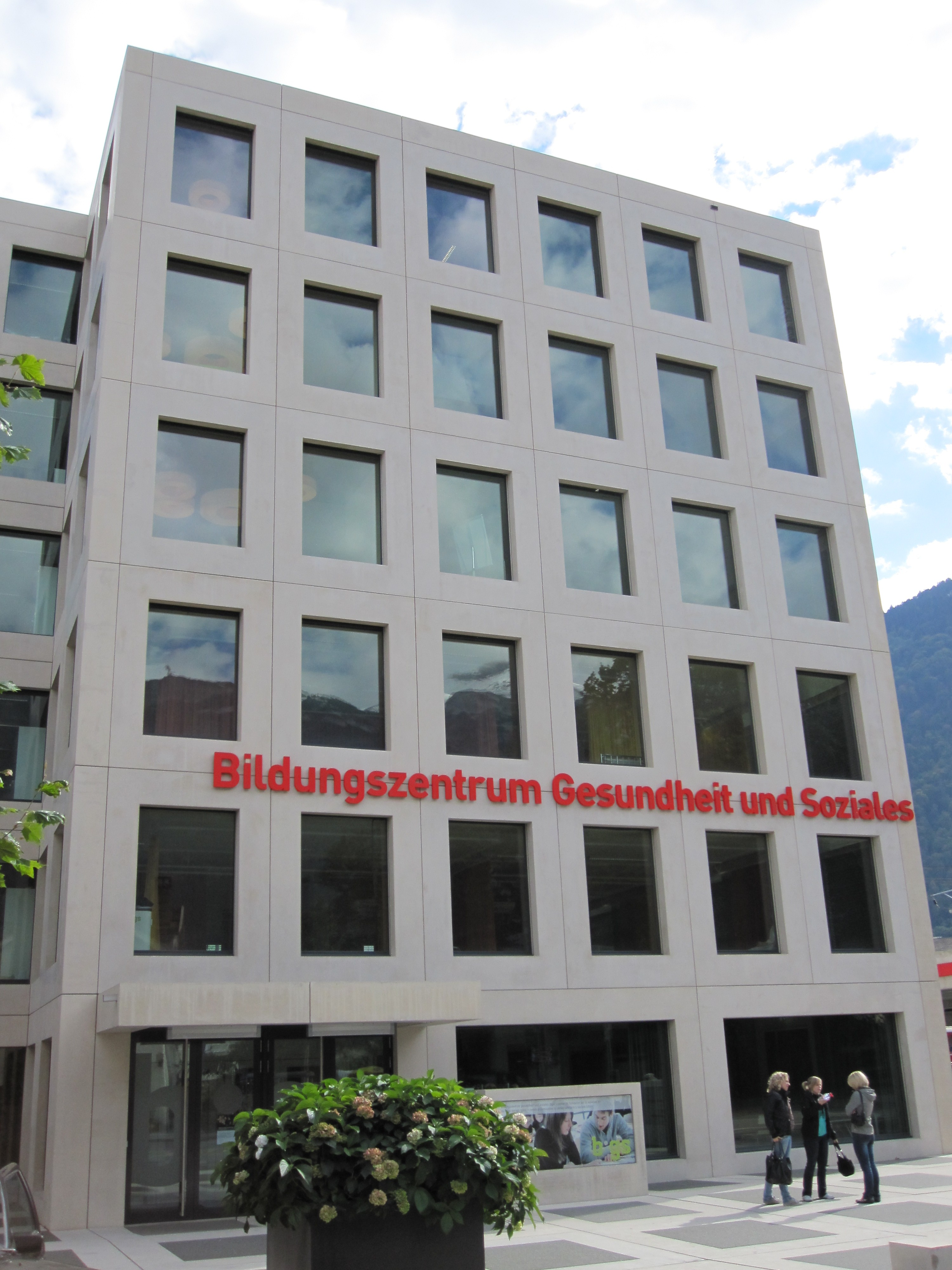
Das Bildungszentrum Gesundheit und Soziales

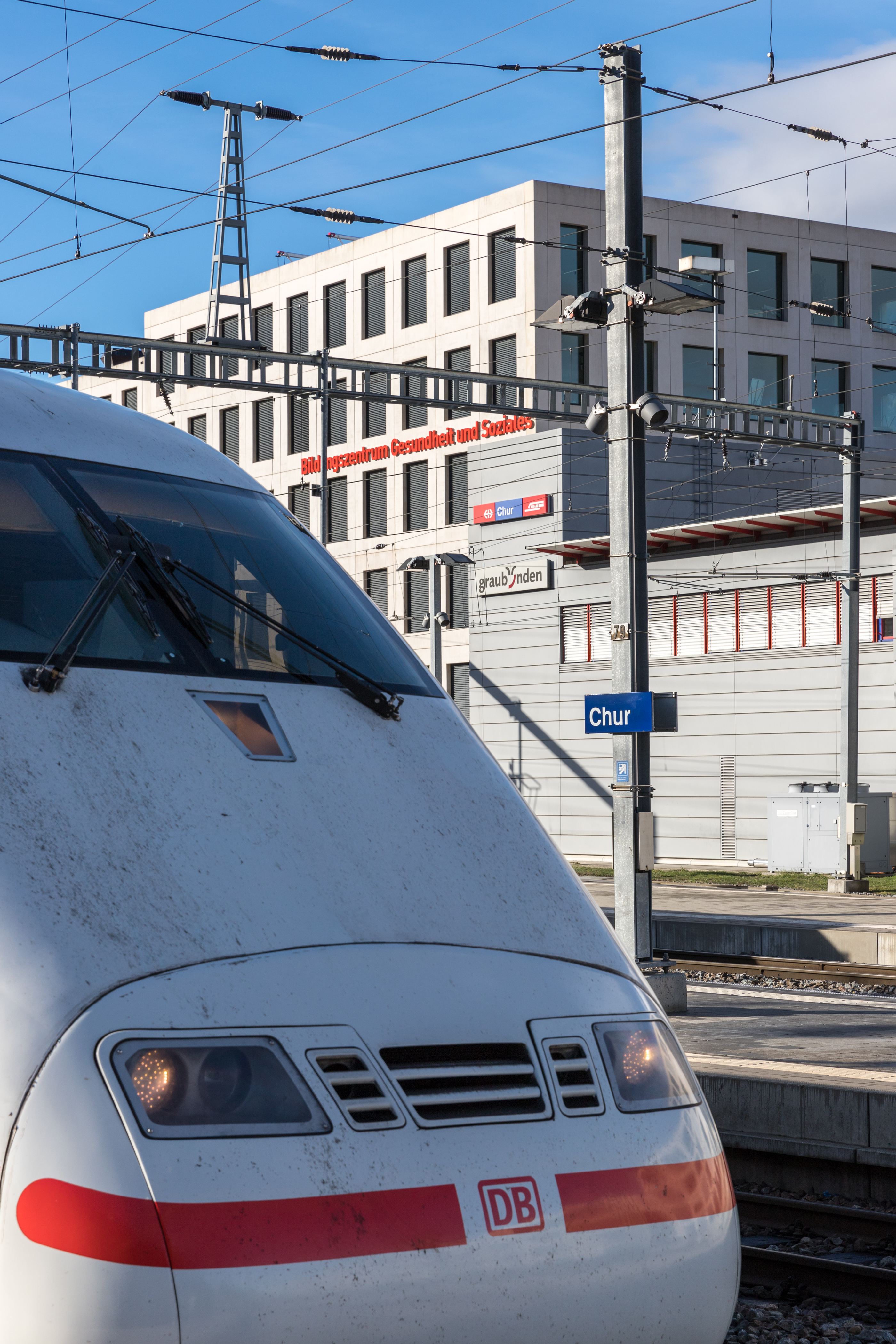
Das Bildungszentrum Gesundheit und Soziales hat ICE-Anschluss

Das Bildungszentrum Gesundheit und Soziales (offizielle Abkürzung: BGS) in Chur ist eine öffentlich-rechtliche Einrichtung des Kantons Graubünden und zuständig für die Aus- und Weiterbildung im Bereich der Gesundheitsberufe. Zudem hat das BGS, das Teil des Campus Graubünden ist, einen kantonalen Leistungsauftrag als Kompetenzzentrum für soziale Fragen und gesundheitsspezifische Themen.

## Lage
Das BGS befindet sich direkt am Churer Hauptbahnhof. Angeschlossen sind eine Fachbibliothek und Vortragsräume für öffentliche Veranstaltungen. In unmittelbarer Nachbarschaft liegt die ibW Höhere Fachschule Südostschweiz.

## Angebot
Derzeit (Stand: 2023) werden am BGS rund 950 Lernende, Studierende und Kursteilnehmende aus- und weitergebildet. Derzeit gibt es u. a. am BGS folgendes Bildungsangebot:
- Assistentin und Assistent Gesundheit und Soziales
- Fachperson Gesundheit (FaGe)
- Fachperson Betreuung (FaBe)
- Berufsmaturität Ausrichtung Gesundheit und Soziales
- Höhere Fachschule Pflege
- NDS HF Intensivpflege